# Galatasaray Spor Kulübü 2004-2005
Questa voce raccoglie le informazioni riguardanti il Galatasaray Spor Kulübü nelle competizioni ufficiali della stagione 2004-2005.

## Avvenimenti
Dopo due stagioni non esaltanti, Fatih Terim lascia l'incarico venendo sostituito da Gheorghe Hagi, che concluse la propria carriera nella società di Istanbul vincendo, tra le altre competizioni, la Coppa UEFA nella stagione 1999-2000. Taffarel è l'allenatore dei portieri. In campionato i giallorossi chiudono al terzo posto, vincendo la coppa nazionale: escludono Gaziantep BB, Bursaspor, Diyarbakırspor e Trabzonspor raggiungendo la finale e battendo per 5-1 il Fenerbahçe.
La stagione vede il ritorno in grande stile di Hakan Şükür che assieme a Necati Ateş forma una prolifica coppia di marcatori (33 reti in due in campionato): vincono entrambi la classifica marcatori della Coppa di Turchia con 4 reti a testa.
Il Galatasaray non prende parte alle competizioni europee.

## Organico 2004-2005

### Rosa
| N. |                     | Ruolo | Calciatore       |
| -- | ------------------- | ----- | ---------------- |
| 1  | Colombia (bandiera) | P     | Faryd Mondragón  |
| 2  | Turchia (bandiera)  | D     | Ömer Erdoğan     |
| 3  | Turchia (bandiera)  | D     | Bülent Korkmaz   |
| 4  | Croazia (bandiera)  | D     | Stjepan Tomas    |
| 5  | Turchia (bandiera)  | D     | Orhan Ak         |
| 6  | Turchia (bandiera)  | A     | Arif Erdem       |
| 8  | Brasile (bandiera)  | C     | Flávio Conceição |
| 9  | Turchia (bandiera)  | A     | Hakan Şükür      |
| 11 | Turchia (bandiera)  | C     | Hasan Şaş        |
| 12 | Turchia (bandiera)  | P     | Aykut Erçetin    |
| 15 | Turchia (bandiera)  | A     | Cafercan Aksu    |
| 16 | Turchia (bandiera)  | C     | Hakan Yakın      |
| 17 | Turchia (bandiera)  | P     | Fevzi Elmas      |

| N. |                     | Ruolo | Calciatore       |  |
| -- | ------------------- | ----- | ---------------- |  |
| 18 | Turchia (bandiera)  | C     | Ayhan Akman      |  |
| 19 | Turchia (bandiera)  | D     | Cihan Haspolatlı |  |
| 20 | Turchia (bandiera)  | c     | Volkan Arslan    |  |
| 22 | Turchia (bandiera)  | C     | Arda Turan       |  |
| 23 | Turchia (bandiera)  | C     | Zafer Şakar      |  |
| 25 | Turchia (bandiera)  | A     | Necati Ateş      |  |
| 28 | Francia (bandiera)  | C     | Franck Ribéry    |  |
| 29 | Turchia (bandiera)  | C     | Mülayim Erdem    |  |
| 33 | Turchia (bandiera)  | C     | Uğur Uçar        |  |
| 55 | Germania (bandiera) | D     | Sabri Sarıoğlu   |  |
| 57 | Turchia (bandiera)  | D     | Hakan Ünsal      |  |
| 58 | Turchia (bandiera)  | A     | Hasan Kabze      |  |
| 67 | Turchia (bandiera)  | C     | Ergün Penbe      |  |